# Borys Tarasjuk
Borys Ivanovyč Tarasjuk (ukr. Борис Іванович Тарасюк); (Ukrajina, Romaniv, 1. siječnja 1949.); ukrajinski političar i diplomat, dva puta izabran za Ministra vanjskih poslova Ukrajine. Tarasjuk pripada desno orijentiranoj političkoj struji, jedan je od snažnih zagovaratelja pristupanja Ukrajine NATO savezu i Europskoj uniji. 
Nakon Narančaste revolucije bio je snažan saveznik Viktora Juščenka i Julije Timošenko. Tarasjuk je stručnjak za međunarodne odnose i međunarodno pravo. Uz ukrajinski jezik tečno govori engleski, francuski i ruski jezik.

## Karijera
Borys Tarasjuk rođen je 1. siječnja 1949. u središnjoj Ukrajini, Žitomirskoj oblasti, manjem mjestu Romaniv. Godine 1968. završio je studij na Kijevskom politehničkom sveučilištu, a 1975. doktorirao je na Nacionalnom sveučilištu Taras Ševčenko u Kijevu, specijaliziravši se za međunarodne odnose i međunarodno pravo. 
Od nezavisnosti Ukrajine čest je gost europskih konferencija kao diplomat i predavač, a od 1998. postaje Ministar vanjskih poslova Ukrajine i predstavnik Ukrajine u pregovorima s NATO savezom. Za vrijeme predsjednika Leonida Kučme, Tarasjuk je smijenjen s pozicije ministra, i potom je vraćen nakon Narančaste revolucije u 2005. godini. Smijenjen je s mjesta ministra ponovno u 2007. godini i danas je jedan od vodećih ukrajinskih lobista u Europskoj uniji te čvrst oponent predsjedniku Viktoru Janukoviču. 

## Vanjske poveznice
- Borys Tarasyuk: official biography (eng.)
- Borys Tarasiuk elected co-president of Euronest Parliamentary Assembly (eng.)[neaktivna poveznica]